# Convocazioni per il campionato mondiale di calcio 1990
Elenco dei giocatori convocati da ciascuna Nazionale partecipante ai Mondiali di calcio 1990.
L'età dei giocatori è relativa all'8 giugno 1990, data di inizio della manifestazione.

## Gruppo A

### Austria
Commissario tecnico: Josef Hickersberger
| N. | Pos. | Giocatore           | Data nascita (età)          | Pres. | Squadra         |
| -- | ---- | ------------------- | --------------------------- | ----- | --------------- |
| 1  | P    | Klaus Lindenberger  | 28 maggio 1957 (33 anni)    | 37    | Swarovski Tirol |
| 2  | D    | Ernst Aigner        | 31 ottobre 1966 (23 anni)   | 7     | Austria Vienna  |
| 3  | D    | Robert Pecl         | 15 novembre 1965 (24 anni)  | 19    | Rapid Vienna    |
| 4  | D    | Anton Pfeffer       | 17 agosto 1965 (24 anni)    | 21    | Austria Vienna  |
| 5  | D    | Peter Schöttel      | 26 marzo 1967 (23 anni)     | 11    | Rapid Vienna    |
| 6  | C    | Manfred Zsak        | 22 dicembre 1964 (25 anni)  | 28    | Austria Vienna  |
| 7  | C    | Kurt Russ           | 23 novembre 1964 (25 anni)  | 20    | Wiener          |
| 8  | C    | Peter Artner        | 20 maggio 1966 (24 anni)    | 21    | Admira Wacker   |
| 9  | A    | Toni Polster        | 10 marzo 1964 (26 anni)     | 36    | Siviglia        |
| 10 | C    | Manfred Linzmaier   | 27 agosto 1962 (27 anni)    | 19    | Swarovski Tirol |
| 11 | C    | Alfred Hörtnagl     | 24 settembre 1966 (23 anni) | 10    | Swarovski Tirol |
| 12 | C    | Michael Baur        | 16 aprile 1969 (21 anni)    | 1     | Swarovski Tirol |
| 13 | C    | Andreas Ogris       | 7 ottobre 1964 (25 anni)    | 18    | Austria Vienna  |
| 14 | A    | Gerhard Rodax       | 29 agosto 1965 (24 anni)    | 16    | Admira Wacker   |
| 15 | A    | Christian Keglevits | 29 gennaio 1961 (29 anni)   | 15    | Rapid Vienna    |
| 16 | D    | Andreas Reisinger   | 14 ottobre 1963 (26 anni)   | 6     | Rapid Vienna    |
| 17 | C    | Heimo Pfeifenberger | 29 dicembre 1966 (23 anni)  | 3     | Rapid Vienna    |
| 18 | D    | Michael Streiter    | 19 gennaio 1966 (24 anni)   | 8     | Swarovski Tirol |
| 19 | A    | Gerald Glatzmeyer   | 14 dicembre 1968 (21 anni)  | 5     | Wiener          |
| 20 | C    | Andreas Herzog      | 10 settembre 1968 (21 anni) | 16    | Rapid Vienna    |
| 21 | P    | Michael Konsel      | 6 marzo 1962 (28 anni)      | 5     | Rapid Vienna    |
| 22 | P    | Otto Konrad         | 1º novembre 1964 (25 anni)  | 2     | Sturm Graz      |

### Cecoslovacchia
Commissario tecnico: Jozef Vengloš
| N. | Pos. | Giocatore        | Data nascita (età)          | Pres. | Squadra                  |
| -- | ---- | ---------------- | --------------------------- | ----- | ------------------------ |
| 1  | P    | Jan Stejskal     | 15 gennaio 1962 (28 anni)   | 16    | Sparta Praga             |
| 2  | D    | Július Bielik    | 8 marzo 1962 (28 anni)      | 16    | Sparta Praga             |
| 3  | D    | Miroslav Kadlec  | 22 giugno 1964 (25 anni)    | 20    | TJ Vítkovice             |
| 4  | C    | Ivan Hašek       | 6 settembre 1963 (26 anni)  | 42    | Sparta Praga             |
| 5  | D    | Ján Kocian       | 13 marzo 1958 (32 anni)     | 13    | St. Pauli                |
| 6  | D    | František Straka | 21 maggio 1958 (32 anni)    | 32    | Borussia Mönchengladbach |
| 7  | C    | Michal Bílek     | 13 aprile 1965 (25 anni)    | 20    | Sparta Praga             |
| 8  | C    | Jozef Chovanec   | 7 marzo 1960 (30 anni)      | 42    | PSV                      |
| 9  | C    | Luboš Kubík      | 20 gennaio 1964 (26 anni)   | 21    | Fiorentina               |
| 10 | A    | Tomáš Skuhravý   | 7 settembre 1965 (24 anni)  | 22    | Sparta Praga             |
| 11 | C    | Ľubomír Moravčík | 22 giugno 1965 (24 anni)    | 16    | Plastika Nitra           |
| 12 | C    | Peter Fieber     | 16 maggio 1964 (26 anni)    | 3     | Dunajská Streda          |
| 13 | C    | Jiří Němec       | 15 maggio 1966 (24 anni)    | 1     | Dukla Praga              |
| 14 | D    | Vladimír Weiss   | 22 settembre 1964 (25 anni) | 15    | Inter Bratislava         |
| 15 | D    | Vladimír Kinier  | 6 aprile 1958 (32 anni)     | 9     | Slovan Bratislava        |
| 16 | C    | Viliam Hýravý    | 26 novembre 1962 (27 anni)  | 10    | Baník Ostrava            |
| 17 | A    | Ivo Knoflíček    | 23 febbraio 1962 (28 anni)  | 28    | St. Pauli                |
| 18 | A    | Milan Luhový     | 1º gennaio 1963 (27 anni)   | 28    | Sporting Gijón           |
| 19 | A    | Stanislav Griga  | 4 novembre 1961 (28 anni)   | 32    | Feyenoord                |
| 20 | C    | Václav Němeček   | 25 gennaio 1967 (23 anni)   | 17    | Sparta Praga             |
| 21 | P    | Luděk Mikloško   | 9 dicembre 1961 (28 anni)   | 32    | West Ham United          |
| 22 | P    | Peter Palúch     | 17 febbraio 1958 (32 anni)  | 0     | Plastika Nitra           |

### Italia
Commissario tecnico: Azeglio Vicini
| N. | Pos. | Giocatore           | Data nascita (età)         | Pres. | Squadra    |
| -- | ---- | ------------------- | -------------------------- | ----- | ---------- |
| 1  | P    | Walter Zenga        | 28 aprile 1960 (30 anni)   | 35    | Inter      |
| 2  | D    | Franco Baresi       | 8 maggio 1960 (30 anni)    | 39    | Milan      |
| 3  | D    | Giuseppe Bergomi    | 22 dicembre 1963 (26 anni) | 65    | Inter      |
| 4  | D    | Luigi De Agostini   | 7 aprile 1961 (29 anni)    | 24    | Juventus   |
| 5  | D    | Ciro Ferrara        | 11 febbraio 1967 (23 anni) | 16    | Napoli     |
| 6  | D    | Riccardo Ferri      | 20 agosto 1963 (26 anni)   | 29    | Inter      |
| 7  | D    | Paolo Maldini       | 26 giugno 1968 (21 anni)   | 19    | Milan      |
| 8  | D    | Pietro Vierchowod   | 6 aprile 1959 (31 anni)    | 29    | Sampdoria  |
| 9  | C    | Carlo Ancelotti     | 10 giugno 1959 (30 anni)   | 22    | Milan      |
| 10 | C    | Nicola Berti        | 14 aprile 1967 (23 anni)   | 11    | Inter      |
| 11 | C    | Fernando De Napoli  | 15 marzo 1964 (26 anni)    | 38    | Napoli     |
| 12 | P    | Stefano Tacconi     | 13 maggio 1957 (33 anni)   | 5     | Juventus   |
| 13 | C    | Giuseppe Giannini   | 20 agosto 1964 (25 anni)   | 34    | Roma       |
| 14 | C    | Giancarlo Marocchi  | 4 luglio 1965 (24 anni)    | 7     | Juventus   |
| 15 | A    | Roberto Baggio      | 18 febbraio 1967 (23 anni) | 8     | Fiorentina |
| 16 | A    | Andrea Carnevale    | 12 gennaio 1961 (29 anni)  | 8     | Napoli     |
| 17 | C    | Roberto Donadoni    | 9 settembre 1963 (26 anni) | 29    | Milan      |
| 18 | A    | Roberto Mancini     | 27 novembre 1964 (25 anni) | 20    | Sampdoria  |
| 19 | A    | Salvatore Schillaci | 1º dicembre 1964 (25 anni) | 1     | Juventus   |
| 20 | A    | Aldo Serena         | 25 giugno 1960 (29 anni)   | 18    | Inter      |
| 21 | A    | Gianluca Vialli     | 9 luglio 1964 (25 anni)    | 42    | Sampdoria  |
| 22 | P    | Gianluca Pagliuca   | 18 dicembre 1966 (23 anni) | 0     | Sampdoria  |

Come da tradizione, dai Mondiali di calcio 1978, i giocatori vennero ordinati in ordine alfabetico per ruolo. I portieri tennero le classiche casacche 1, 12 e 22.

### Stati Uniti
Commissario tecnico: Bob Gansler
| N. | Pos. | Giocatore            | Data nascita (età)          | Pres. | Squadra                      |
| -- | ---- | -------------------- | --------------------------- | ----- | ---------------------------- |
| 1  | P    | Tony Meola           | 21 febbraio 1969 (21 anni)  | 17    | Brighton & Hove Albion F.C.  |
| 2  | D    | Steve Trittschuh     | 24 aprile 1965 (25 anni)    | 29    | Tampa Bay Rowdies            |
| 3  | D    | John Doyle           | 16 marzo 1966 (24 anni)     | 21    | San Francisco Bay Blackhawks |
| 4  | D    | Jimmy Banks          | 2 settembre 1964 (25 anni)  | 26    | Milwaukee Wave               |
| 5  | D    | Mike Windischmann    | 6 dicembre 1965 (24 anni)   | 42    | Albany Capitals              |
| 6  | C    | John Harkes          | 8 marzo 1967 (23 anni)      | 28    | Albany Capitals              |
| 7  | C    | Tab Ramos            | 21 settembre 1966 (23 anni) | 12    | Miami Freedom                |
| 8  | C    | Brian Bliss          | 28 settembre 1965 (24 anni) | 13    | Albany Capitals              |
| 9  | A    | Christopher Sullivan | 18 aprile 1965 (25 anni)    | 15    | Rába ETO Győr                |
| 10 | A    | Peter Vermes         | 21 novembre 1966 (23 anni)  | 20    | Volendam                     |
| 11 | A    | Eric Wynalda         | 9 giugno 1969 (20 anni)     | 13    | San Francisco Bay Blackhawks |
| 12 | C    | Paul Krumpe          | 4 marzo 1963 (27 anni)      | 16    | Chicago Sting                |
| 13 | C    | Eric Eichmann        | 7 maggio 1965 (25 anni)     | 21    | Fort Lauderdale Strikers     |
| 14 | C    | John Stollmeyer      | 25 ottobre 1962 (27 anni)   | 28    | Washington Stars             |
| 15 | D    | Desmond Armstrong    | 2 novembre 1964 (25 anni)   | 14    | Baltimore Blast              |
| 16 | A    | Bruce Murray         | 25 gennaio 1966 (24 anni)   | 28    | Washington Stars             |
| 17 | D    | Marcelo Balboa       | 8 agosto 1967 (22 anni)     | 18    | San Diego Sockers            |
| 18 | P    | Kasey Keller         | 29 agosto 1969 (20 anni)    | 6     | Portland Timbers             |
| 19 | C    | Chris Henderson      | 11 dicembre 1970 (19 anni)  | 5     | UCLA                         |
| 20 | C    | Paul Caligiuri       | 9 marzo 1964 (26 anni)      | 33    | UCLA                         |
| 21 | C    | Neil Covone          | 31 agosto 1969 (20 anni)    | 5     | Wake Forest University       |
| 22 | P    | David Vanole         | 6 febbraio 1963 (27 anni)   | 13    | Los Angeles Heat             |

## Gruppo B

### Argentina
Commissario tecnico: Carlos Bilardo
| N. | Pos. | Giocatore              | Data nascita (età)         | Pres. | Squadra             |
| -- | ---- | ---------------------- | -------------------------- | ----- | ------------------- |
| 1  | P    | Nery Pumpido*          | 30 luglio 1957 (32 anni)   | 34    | Real Betis          |
| 2  | C    | Sergio Batista         | 9 novembre 1962 (27 anni)  | 30    | River Plate         |
| 3  | A    | Abel Balbo             | 1º giugno 1966 (24 anni)   | 6     | Udinese             |
| 4  | C    | José Basualdo          | 20 giugno 1963 (26 anni)   | 10    | Stoccarda           |
| 5  | D    | Edgardo Bauza          | 26 gennaio 1958 (32 anni)  | 1     | Veracruz            |
| 6  | A    | Gabriel Calderón       | 7 febbraio 1960 (30 anni)  | 16    | Paris Saint-Germain |
| 7  | C    | Jorge Burruchaga       | 9 ottobre 1962 (27 anni)   | 52    | Nantes              |
| 8  | A    | Claudio Caniggia       | 9 gennaio 1967 (23 anni)   | 16    | Atalanta            |
| 9  | A    | Gustavo Dezotti        | 14 febbraio 1964 (26 anni) | 1     | Cremonese           |
| 10 | C    | Diego Maradona         | 30 ottobre 1960 (29 anni)  | 73    | Napoli              |
| 11 | D    | Néstor Fabbri          | 29 aprile 1968 (22 anni)   | 7     | Racing Club         |
| 12 | P    | Sergio Goycochea       | 17 ottobre 1963 (26 anni)  | 1     | Millonarios         |
| 13 | D    | Néstor Lorenzo         | 28 febbraio 1966 (24 anni) | 12    | Bari                |
| 14 | C    | Ricardo Giusti         | 11 dicembre 1956 (33 anni) | 47    | Independiente       |
| 15 | D    | Pedro Monzón           | 23 febbraio 1962 (28 anni) | 10    | Independiente       |
| 16 | C    | Julio Olarticoechea    | 18 ottobre 1958 (31 anni)  | 19    | Racing Club         |
| 17 | D    | Roberto Néstor Sensini | 12 ottobre 1966 (23 anni)  | 16    | Udinese             |
| 18 | D    | José Serrizuela        | 16 giugno 1962 (27 anni)   | 1     | River Plate         |
| 19 | D    | Oscar Ruggeri          | 26 gennaio 1962 (28 anni)  | 50    | Real Madrid         |
| 20 | D    | Juan Simón             | 2 marzo 1960 (30 anni)     | 3     | Boca Juniors        |
| 21 | C    | Pedro Troglio          | 28 luglio 1965 (24 anni)   | 12    | Lazio               |
| 22 | P    | Fabián Cancelarich     | 20 dicembre 1965 (24 anni) | 0     | Ferro Carril Oeste  |

| N. | Pos. | Giocatore     | Data nascita (età)       | Pres. | Squadra     |
| -- | ---- | ------------- | ------------------------ | ----- | ----------- |
| 1  | P    | Ángel Comizzo | 27 aprile 1962 (28 anni) | 0     | River Plate |

*In seguito alla frattura di tibia e perone di Pumpido, la selezione argentina poté rimpiazzare quest'ultimo con Comizzo.

### Camerun
Commissario tecnico:  Valerij Nepomnjaščij
| N. | Pos. | Giocatore           | Data nascita (età)          | Pres. | Squadra            |
| -- | ---- | ------------------- | --------------------------- | ----- | ------------------ |
| 1  | P    | Joseph-Antoine Bell | 8 ottobre 1954 (35 anni)    | 3     | Bordeaux           |
| 2  | C    | André Kana-Biyik    | 1º settembre 1965 (24 anni) | 41    | Metz               |
| 3  | D    | Jules Onana         | 12 giugno 1964 (25 anni)    | 6     | Canon Yaounde      |
| 4  | D    | Benjamin Massing    | 20 giugno 1962 (27 anni)    | 0     | Créteil            |
| 5  | D    | Bertin Ebwellé      | 11 settembre 1962 (27 anni) | 16    | Tonnerre Yaounde   |
| 6  | D    | Emmanuel Kundé      | 15 luglio 1956 (33 anni)    | 82    | Canon Yaounde      |
| 7  | A    | François Omam-Biyik | 21 maggio 1966 (24 anni)    | 34    | Laval              |
| 8  | C    | Emile M'bouh        | 30 maggio 1966 (24 anni)    | 38    | Le Havre           |
| 9  | A    | Roger Milla         | 20 maggio 1952 (38 anni)    | 56    | JS Saint-Pierroise |
| 10 | A    | Louis-Paul M'fédé   | 26 febbraio 1962 (28 anni)  | 40    | Canon Yaounde      |
| 11 | A    | Eugène Ekéké        | 30 maggio 1960 (30 anni)    | 2     | Valenciennes       |
| 12 | D    | Alphonse Yombi      | 30 giugno 1969 (20 anni)    | ?     | Canon Yaounde      |
| 13 | C    | Jean-Claude Pagal   | 15 settembre 1964 (25 anni) | 0     | La Roche Vendée    |
| 14 | D    | Stephen Tataw       | 31 marzo 1963 (27 anni)     | 29    | Tonnerre Yaounde   |
| 15 | C    | Thomas Libiih       | 17 novembre 1967 (22 anni)  | 0     | Tonnerre Yaounde   |
| 16 | P    | Thomas N'Kono       | 20 luglio 1956 (33 anni)    | 57    | Espanyol           |
| 17 | D    | Victor N'dip        | 20 agosto 1967 (22 anni)    | 16    | Canon Yaounde      |
| 18 | A    | Bonaventure Djonkep | 20 agosto 1961 (28 anni)    | 49    | Union Douala       |
| 19 | C    | Roger Feutmba       | 31 ottobre 1968 (21 anni)   | 0     | Union Douala       |
| 20 | A    | Cyrille Makanaky    | 28 giugno 1965 (24 anni)    | 0     | Toulon             |
| 21 | C    | Emmanuel Maboang    | 27 novembre 1968 (21 anni)  | 0     | Canon Yaounde      |
| 22 | P    | Jacques Songo'o     | 17 marzo 1964 (26 anni)     | 38    | Toulon             |

### Romania
Commissario tecnico: Emerich Jenei
| N. | Pos. | Giocatore        | Data nascita (età)          | Pres. | Squadra               |
| -- | ---- | ---------------- | --------------------------- | ----- | --------------------- |
| 1  | P    | Silviu Lung      | 9 settembre 1956 (33 anni)  | 65    | Steaua București      |
| 2  | D    | Mircea Rednic    | 9 aprile 1962 (28 anni)     | 74    | Dinamo București      |
| 3  | D    | Michael Klein    | 10 ottobre 1959 (30 anni)   | 78    | Corvinul Hunedoara    |
| 4  | D    | Ioan Andone      | 15 marzo 1960 (30 anni)     | 49    | Dinamo București      |
| 5  | D    | Iosif Rotariu    | 27 settembre 1962 (27 anni) | 11    | Steaua București      |
| 6  | C    | Gheorghe Popescu | 9 ottobre 1967 (22 anni)    | 18    | Universitatea Craiova |
| 7  | A    | Marius Lăcătuș   | 5 aprile 1964 (26 anni)     | 38    | Steaua București      |
| 8  | C    | Ioan Sabău       | 12 febbraio 1968 (22 anni)  | 21    | Dinamo București      |
| 9  | A    | Rodion Cămătaru  | 22 giugno 1958 (31 anni)    | 74    | Sporting Charleroi    |
| 10 | C    | Gheorghe Hagi    | 5 febbraio 1965 (25 anni)   | 59    | Steaua București      |
| 11 | A    | Dănuț Lupu       | 27 febbraio 1967 (23 anni)  | 7     | Dinamo București      |
| 12 | P    | Bogdan Stelea    | 5 dicembre 1967 (22 anni)   | 3     | Dinamo București      |
| 13 | D    | Adrian Popescu   | 26 giugno 1960 (29 anni)    | 1     | Universitatea Craiova |
| 14 | A    | Florin Răducioiu | 17 marzo 1970 (20 anni)     | 3     | Dinamo București      |
| 15 | C    | Dorin Mateuț     | 5 agosto 1965 (24 anni)     | 45    | Dinamo București      |
| 16 | A    | Daniel Timofte   | 1º ottobre 1967 (22 anni)   | 4     | Dinamo București      |
| 17 | C    | Ilie Dumitrescu  | 6 gennaio 1969 (21 anni)    | 9     | Steaua București      |
| 18 | A    | Gavril Balint    | 3 gennaio 1963 (27 anni)    | 24    | Steaua București      |
| 19 | D    | Emil Săndoi      | 1º marzo 1965 (25 anni)     | 8     | Universitatea Craiova |
| 20 | C    | Zsolt Muzsnay    | 20 agosto 1965 (24 anni)    | 6     | Steaua București      |
| 21 | C    | Ioan Lupescu     | 9 dicembre 1968 (21 anni)   | 4     | Dinamo București      |
| 22 | P    | Gheorghe Liliac  | 22 aprile 1956 (34 anni)    | 2     | Petrolul Ploiești     |

### Unione Sovietica
Commissario tecnico: Valerij Lobanovs'kyj
| N. | Pos. | Giocatore            | Data nascita (età)          | Pres. | Squadra           |
| -- | ---- | -------------------- | --------------------------- | ----- | ----------------- |
| 1  | P    | Rinat Dasaev         | 13 giugno 1957 (32 anni)    | 90    | Siviglia          |
| 2  | D    | Volodymyr Bezsonov   | 5 marzo 1958 (32 anni)      | 77    | Dinamo Kiev       |
| 3  | D    | Vagiz Chidijatullin  | 3 marzo 1959 (31 anni)      | 55    | Tolosa            |
| 4  | D    | Oleh Kuznjecov       | 22 marzo 1963 (27 anni)     | 49    | Dinamo Kiev       |
| 5  | D    | Anatolij Dem"janenko | 19 febbraio 1959 (31 anni)  | 79    | Dinamo Kiev       |
| 6  | C    | Vasyl' Rac           | 25 aprile 1961 (29 anni)    | 46    | Dinamo Kiev       |
| 7  | C    | Sergej Alejnikov     | 7 novembre 1961 (28 anni)   | 61    | Juventus          |
| 8  | C    | Hennadij Lytovčenko  | 11 settembre 1963 (26 anni) | 54    | Dinamo Kiev       |
| 9  | C    | Oleksandr Zavarov    | 24 aprile 1961 (29 anni)    | 38    | Juventus          |
| 10 | A    | Oleh Protasov        | 4 febbraio 1964 (26 anni)   | 60    | Dinamo Kiev       |
| 11 | A    | Igor' Dobrovol'skij  | 27 agosto 1967 (22 anni)    | 13    | Dinamo Mosca      |
| 12 | A    | Aleksandr Borodjuk   | 30 novembre 1962 (27 anni)  | 5     | Schalke 04        |
| 13 | D    | Achrik Cvejba        | 10 settembre 1966 (23 anni) | 3     | Dinamo Kiev       |
| 14 | A    | Volodymyr Ljutyj     | 24 aprile 1962 (28 anni)    | 2     | Schalke 04        |
| 15 | C    | Ivan Jaremčuk        | 19 marzo 1962 (28 anni)     | 16    | Dinamo Kiev       |
| 16 | P    | Viktor Čanov         | 21 luglio 1959 (30 anni)    | 21    | Dinamo Kiev       |
| 17 | D    | Andrėj Zygmantovič   | 2 dicembre 1962 (27 anni)   | 34    | Dinamo Minsk      |
| 18 | C    | Igor' Šalimov        | 2 febbraio 1969 (21 anni)   | 0     | Spartak Mosca     |
| 19 | D    | Sergej Fokin         | 26 luglio 1961 (28 anni)    | 3     | CSKA Mosca        |
| 20 | D    | Sergej Gorlukovič    | 18 novembre 1961 (28 anni)  | 15    | Borussia Dortmund |
| 21 | C    | Valerij Brošin       | 19 ottobre 1962 (27 anni)   | 2     | CSKA Mosca        |
| 22 | P    | Aleksandr Uvarov     | 13 gennaio 1960 (30 anni)   | 1     | Dinamo Mosca      |

## Gruppo C

### Brasile
Commissario tecnico: Sebastião Lazaroni
| N. | Pos. | Giocatore     | Data nascita (età)          | Pres. | Squadra             |
| -- | ---- | ------------- | --------------------------- | ----- | ------------------- |
| 1  | P    | Taffarel      | 8 maggio 1966 (24 anni)     | 26    | Internacional       |
| 2  | D    | Jorginho      | 17 agosto 1964 (25 anni)    | 22    | Bayer Leverkusen    |
| 3  | D    | Ricardo Gomes | 13 dicembre 1964 (25 anni)  | 30    | Benfica             |
| 4  | C    | Dunga         | 31 ottobre 1963 (26 anni)   | 21    | Fiorentina          |
| 5  | C    | Alemão        | 22 novembre 1961 (28 anni)  | 32    | Napoli              |
| 6  | D    | Branco        | 4 aprile 1964 (26 anni)     | 34    | Porto               |
| 7  | C    | Bismarck      | 11 settembre 1969 (20 anni) | 10    | Vasco da Gama       |
| 8  | C    | Valdo         | 12 gennaio 1964 (26 anni)   | 38    | Benfica             |
| 9  | A    | Careca        | 5 ottobre 1960 (29 anni)    | 46    | Napoli              |
| 10 | C    | Silas         | 27 agosto 1965 (24 anni)    | 29    | Sporting Lisbona    |
| 11 | A    | Romário       | 29 gennaio 1966 (24 anni)   | 24    | PSV                 |
| 12 | P    | Acácio        | 20 gennaio 1959 (31 anni)   | 6     | Vasco da Gama       |
| 13 | D    | Mozer         | 19 settembre 1960 (29 anni) | 27    | Olympique Marsiglia |
| 14 | D    | Aldair        | 30 novembre 1965 (24 anni)  | 18    | Benfica             |
| 15 | A    | Müller        | 31 gennaio 1966 (24 anni)   | 31    | Torino              |
| 16 | A    | Bebeto        | 16 febbraio 1964 (26 anni)  | 26    | Vasco da Gama       |
| 17 | A    | Renato Gaúcho | 9 settembre 1962 (27 anni)  | 23    | Flamengo            |
| 18 | C    | Mazinho       | 8 aprile 1966 (24 anni)     | 17    | Vasco da Gama       |
| 19 | D    | Ricardo Rocha | 11 settembre 1962 (27 anni) | 14    | Sao Paulo           |
| 20 | C    | Tita          | 1º aprile 1958 (32 anni)    | 31    | Vasco da Gama       |
| 21 | D    | Mauro Galvão  | 19 dicembre 1961 (28 anni)  | 20    | Botafogo            |
| 22 | P    | Zé Carlos     | 7 febbraio 1962 (28 anni)   | 3     | Flamengo            |

### Costa Rica
Commissario tecnico:  Bora Milutinović
| N. | Pos. | Giocatore           | Data nascita (età)         | Pres. | Squadra               |
| -- | ---- | ------------------- | -------------------------- | ----- | --------------------- |
| 1  | P    | Luis Gabelo Conejo  | 1º gennaio 1960 (30 anni)  | 32    | AD Ramonense          |
| 2  | D    | Vladimir Quesada    | 12 maggio 1966 (24 anni)   | 0     | Deportivo Saprissa    |
| 3  | D    | Róger Flores        | 26 maggio 1959 (31 anni)   | 0     | Deportivo Saprissa    |
| 4  | D    | Rónald González     | 8 agosto 1970 (19 anni)    | 4     | Deportivo Saprissa    |
| 5  | D    | Marvin Obando       | 4 aprile 1960 (30 anni)    | 6     | CS Herediano          |
| 6  | C    | José Carlos Chaves  | 3 settembre 1958 (31 anni) | 0     | Deportivo Alajuelense |
| 7  | A    | Hernán Medford      | 23 maggio 1968 (22 anni)   | 18    | Deportivo Saprissa    |
| 8  | C    | Germán Chavarría    | 19 marzo 1958 (32 anni)    | 3     | CS Herediano          |
| 9  | A    | Alexandre Guimarães | 7 novembre 1959 (30 anni)  | 0     | Deportivo Saprissa    |
| 10 | C    | Oscar Ramírez       | 8 dicembre 1964 (25 anni)  | 25    | Deportivo Alajuelense |
| 11 | A    | Claudio Jara        | 6 maggio 1959 (31 anni)    | 0     | CS Herediano          |
| 12 | C    | Róger Gómez         | 7 febbraio 1965 (25 anni)  | 0     | C.S. Cartaginés       |
| 13 | D    | Miguel Davis        | 18 giugno 1966 (23 anni)   | ?     | Deportivo Alajuelense |
| 14 | C    | Juan Cayasso        | 24 giugno 1961 (28 anni)   | 1     | Deportivo Saprissa    |
| 15 | D    | Rónald Marín        | 2 novembre 1962 (27 anni)  | 3     | CS Herediano          |
| 16 | C    | José Jaikel         | 3 aprile 1966 (24 anni)    | ?     | Deportivo Saprissa    |
| 17 | A    | Roy Myers           | 13 aprile 1969 (21 anni)   | 0     | Deportiva Limonense   |
| 18 | D    | Geovanny Jara       | 2 luglio 1969 (20 anni)    | 0     | CS Herediano          |
| 19 | C    | Héctor Marchena     | 4 gennaio 1965 (25 anni)   | 0     | C.S. Cartaginés       |
| 20 | D    | Mauricio Montero    | 19 ottobre 1963 (26 anni)  | 21    | Deportivo Alajuelense |
| 21 | P    | Hermidio Barrantes  | 2 settembre 1964 (25 anni) | 0     | Deportivo Puntarenas  |
| 22 | P    | Miguel Segura       | 2 settembre 1963 (26 anni) | ?     | Deportivo Saprissa    |

### Scozia
Commissario tecnico: Andy Roxburgh
| N. | Pos. | Giocatore        | Data nascita (età)          | Pres. | Squadra           |
| -- | ---- | ---------------- | --------------------------- | ----- | ----------------- |
| 1  | P    | Jim Leighton     | 24 luglio 1958 (31 anni)    | 55    | Manchester Utd    |
| 2  | D    | Alex McLeish     | 21 gennaio 1959 (31 anni)   | 69    | Aberdeen          |
| 3  | C    | Roy Aitken       | 24 novembre 1958 (31 anni)  | 53    | Newcastle Utd     |
| 4  | D    | Richard Gough    | 5 aprile 1962 (28 anni)     | 49    | Rangers           |
| 5  | C    | Paul McStay      | 22 ottobre 1964 (25 anni)   | 46    | Celtic            |
| 6  | D    | Maurice Malpas   | 3 agosto 1962 (27 anni)     | 34    | Dundee United     |
| 7  | C    | Mo Johnston      | 13 aprile 1963 (27 anni)    | 33    | Rangers           |
| 8  | C    | Jim Bett         | 25 novembre 1959 (30 anni)  | 24    | Aberdeen          |
| 9  | C    | Ally McCoist     | 24 settembre 1962 (27 anni) | 23    | Rangers           |
| 10 | C    | Murdo MacLeod    | 24 settembre 1958 (31 anni) | 14    | Borussia Dortmund |
| 11 | D    | Gary Gillespie   | 5 luglio 1960 (29 anni)     | 11    | Liverpool         |
| 12 | P    | Andy Goram       | 13 aprile 1964 (26 anni)    | 9     | Hibernian         |
| 13 | C    | Gordon Durie     | 6 dicembre 1965 (24 anni)   | 6     | Chelsea           |
| 14 | C    | Alan McInally    | 10 febbraio 1963 (27 anni)  | 7     | Bayern Monaco     |
| 15 | D    | Craig Levein     | 22 ottobre 1964 (25 anni)   | 5     | Hearts            |
| 16 | C    | Stuart McCall    | 10 giugno 1964 (25 anni)    | 5     | Everton           |
| 17 | D    | Stewart McKimmie | 27 ottobre 1962 (27 anni)   | 4     | Aberdeen          |
| 18 | C    | John Collins     | 31 gennaio 1968 (22 anni)   | 4     | Hibernian         |
| 19 | D    | David McPherson  | 28 gennaio 1964 (26 anni)   | 4     | Hearts            |
| 20 | C    | Gary McAllister  | 25 dicembre 1964 (25 anni)  | 3     | Leicester City    |
| 21 | C    | Robert Fleck     | 11 agosto 1965 (24 anni)    | 1     | Norwich City      |
| 22 | P    | Bryan Gunn       | 22 dicembre 1963 (26 anni)  | 1     | Norwich City      |

### Svezia
Commissario tecnico: Olle Nordin
| N. | Pos. | Giocatore         | Data nascita (età)          | Pres. | Squadra             |
| -- | ---- | ----------------- | --------------------------- | ----- | ------------------- |
| 1  | P    | Sven Andersson    | 6 ottobre 1963 (26 anni)    | 1     | Örgryte             |
| 2  | D    | Jan Eriksson      | 24 agosto 1967 (22 anni)    | 1     | AIK                 |
| 3  | D    | Glenn Hysén       | 30 ottobre 1959 (30 anni)   | 64    | Liverpool           |
| 4  | D    | Peter Larsson     | 8 marzo 1961 (29 anni)      | 36    | Ajax                |
| 5  | D    | Roger Ljung       | 8 gennaio 1966 (24 anni)    | 19    | Young Boys          |
| 6  | D    | Roland Nilsson    | 27 novembre 1963 (26 anni)  | 32    | Sheffield Wednesday |
| 7  | D    | Niklas Nyhlen     | 21 marzo 1966 (24 anni)     | 8     | Malmö FF            |
| 8  | D    | Stefan Schwarz    | 18 aprile 1969 (21 anni)    | 6     | Malmö FF            |
| 9  | C    | Leif Engqvist     | 30 luglio 1962 (27 anni)    | 15    | Malmö FF            |
| 10 | C    | Klas Ingesson     | 20 agosto 1968 (21 anni)    | 11    | IFK Göteborg        |
| 11 | C    | Ulrik Jansson     | 2 febbraio 1968 (22 anni)   | 0     | Östers              |
| 12 | P    | Lars Eriksson     | 21 settembre 1965 (24 anni) | 3     | Norrköping          |
| 13 | C    | Anders Limpar     | 24 settembre 1965 (24 anni) | 21    | Cremonese           |
| 14 | C    | Joakim Nilsson    | 31 marzo 1966 (24 anni)     | 19    | Malmö FF            |
| 15 | C    | Glenn Strömberg   | 5 gennaio 1960 (30 anni)    | 49    | Atalanta            |
| 16 | C    | Jonas Thern       | 20 marzo 1967 (23 anni)     | 21    | Benfica             |
| 17 | A    | Tomas Brolin      | 29 novembre 1969 (20 anni)  | 2     | Norrköping          |
| 18 | A    | Johnny Ekström    | 5 marzo 1965 (25 anni)      | 32    | Cannes              |
| 19 | C    | Mats Gren         | 20 dicembre 1963 (26 anni)  | 10    | Grasshopper-Club    |
| 20 | A    | Mats Magnusson    | 10 luglio 1963 (26 anni)    | 29    | Benfica             |
| 21 | A    | Stefan Pettersson | 22 marzo 1963 (27 anni)     | 19    | Ajax                |
| 22 | P    | Thomas Ravelli    | 13 agosto 1959 (30 anni)    | 72    | IFK Göteborg        |

## Gruppo D

### Colombia
Commissario tecnico: Francisco Maturana
| N. | Pos. | Giocatore             | Data nascita (età)          | Pres. | Squadra                |
| -- | ---- | --------------------- | --------------------------- | ----- | ---------------------- |
| 1  | P    | René Higuita          | 27 agosto 1966 (23 anni)    | 33    | Atlético Nacional      |
| 2  | D    | Andrés Escobar        | 13 marzo 1967 (23 anni)     | 4     | Young Boys             |
| 3  | D    | Gildardo Gómez        | 13 ottobre 1963 (26 anni)   | 0     | Atlético Nacional      |
| 4  | D    | Luis Fernando Herrera | 12 giugno 1962 (27 anni)    | 4     | Atlético Nacional      |
| 5  | D    | León Villa            | 12 gennaio 1960 (30 anni)   | 1     | Atlético Nacional      |
| 6  | D    | José Ricardo Pérez    | 24 ottobre 1963 (26 anni)   | 2     | Atlético Nacional      |
| 7  | A    | Carlos Estrada        | 1º novembre 1961 (28 anni)  | 0     | Millonarios            |
| 8  | C    | Gabriel Gómez         | 8 dicembre 1959 (30 anni)   | 5     | Independiente Medellín |
| 9  | A    | Miguel Ángel Guerrero | 7 settembre 1967 (22 anni)  | 0     | América de Cali        |
| 10 | C    | Carlos Valderrama     | 2 settembre 1961 (28 anni)  | 26    | Montpellier            |
| 11 | C    | Bernardo Redín        | 26 febbraio 1963 (27 anni)  | 8     | Deportivo Cali         |
| 12 | P    | Eduardo Niño          | 8 agosto 1967 (22 anni)     | 0     | Independiente Santa Fe |
| 13 | D    | Carlos Hoyos          | 28 febbraio 1962 (28 anni)  | 24    | Atlético Junior        |
| 14 | C    | Leonel Álvarez        | 29 luglio 1965 (24 anni)    | 35    | Atlético Nacional      |
| 15 | D    | Luis Carlos Perea     | 29 dicembre 1963 (26 anni)  | 33    | Atlético Nacional      |
| 16 | A    | Arnoldo Iguarán       | 18 gennaio 1957 (33 anni)   | 58    | Millonarios            |
| 17 | D    | Geovanis Cassiani     | 10 gennaio 1970 (20 anni)   | 0     | Millonarios            |
| 18 | D    | Wilmer Cabrera        | 15 settembre 1967 (22 anni) | 4     | América de Cali        |
| 19 | C    | Freddy Rincón         | 14 agosto 1966 (23 anni)    | 9     | América de Cali        |
| 20 | C    | Luis Fajardo          | 18 agosto 1963 (26 anni)    | 0     | Atlético Nacional      |
| 21 | D    | Alexis Mendoza        | 8 novembre 1961 (28 anni)   | 1     | Atlético Junior        |
| 22 | A    | Rubén Darío Hernández | 19 febbraio 1965 (25 anni)  | 1     | Millonarios            |

### Emirati Arabi Uniti
Commissario tecnico:  Carlos Alberto Parreira
| N. | Pos. | Giocatore             | Data nascita (età)          | Pres. | Squadra    |
| -- | ---- | --------------------- | --------------------------- | ----- | ---------- |
| 1  | P    | Abdullah Musa         | 2 marzo 1958 (32 anni)      | 0     | Al-Ahli    |
| 2  | D    | Khalil Ghanim         | 12 novembre 1964 (25 anni)  | 4     | Al-Khaleej |
| 3  | C    | Ali Thani             | 18 agosto 1968 (21 anni)    | 3     | Sharjah    |
| 4  | D    | Mubarak Ghanim        | 3 settembre 1963 (26 anni)  | 3     | Al-Khaleej |
| 5  | C    | Abdullah Sultan       | 1º ottobre 1963 (26 anni)   | 4     | Al-Khaleej |
| 6  | D    | Abdulrahman Mohamed   | 1º ottobre 1963 (26 anni)   | 0     | Al-Nasr    |
| 7  | A    | Fahad Khamees         | 24 gennaio 1962 (28 anni)   | 2     | Al-Wasl    |
| 8  | D    | Khalid Ismaïl         | 7 luglio 1965 (24 anni)     | 3     | Al-Nasr    |
| 9  | A    | Abdulaziz Mohamed     | 12 dicembre 1965 (24 anni)  | 0     | Sharjah    |
| 10 | C    | Adnan Al-Talyani      | 1º ottobre 1964 (25 anni)   | 4     | Al-Shaab   |
| 11 | A    | Zuhair Bakhit         | 13 luglio 1967 (22 anni)    | 0     | Al-Wasl    |
| 12 | A    | Hussain Ghuloum       | 24 settembre 1969 (20 anni) | 2     | Sharjah    |
| 13 | C    | Hassan Mohamed        | 23 agosto 1962 (27 anni)    | 4     | Al-Wasl    |
| 14 | C    | Nasir Khamees         | 2 agosto 1965 (24 anni)     | 0     | Al-Wasl    |
| 15 | D    | Ibrahim Meer          | 16 luglio 1967 (22 anni)    | 4     | Sharjah    |
| 16 | D    | Mohamed Salim         | 13 gennaio 1968 (22 anni)   | 2     | Al-Ahli    |
| 17 | P    | Muhsin Musabah        | 1º ottobre 1964 (25 anni)   | 4     | Sharjah    |
| 18 | A    | Fahad Abdulrahman     | 10 ottobre 1962 (27 anni)   | 3     | Al-Wasl    |
| 19 | D    | Eissa Meer            | 16 luglio 1967 (22 anni)    | 2     | Sharjah    |
| 20 | D    | Yousuf Hussain        | 8 luglio 1965 (24 anni)     | 0     | Sharjah    |
| 21 | D    | Abdulrahman Al-Haddad | 23 marzo 1966 (24 anni)     | 0     | Sharjah    |
| 22 | P    | Abdulqader Hassan     | 15 aprile 1962 (28 anni)    | 8     | Al-Shaab   |

### Germania Ovest
Commissario tecnico: Franz Beckenbauer
| N. | Pos. | Giocatore         | Data nascita (età)          | Pres. | Squadra               |
| -- | ---- | ----------------- | --------------------------- | ----- | --------------------- |
| 1  | P    | Bodo Illgner      | 7 aprile 1967 (23 anni)     | 15    | Colonia               |
| 2  | D    | Stefan Reuter     | 16 ottobre 1966 (23 anni)   | 16    | Bayern Monaco         |
| 3  | D    | Andreas Brehme    | 9 novembre 1960 (29 anni)   | 51    | Inter                 |
| 4  | D    | Jürgen Kohler     | 6 ottobre 1965 (24 anni)    | 27    | Bayern Monaco         |
| 5  | D    | Klaus Augenthaler | 26 settembre 1957 (32 anni) | 20    | Bayern Monaco         |
| 6  | C    | Guido Buchwald    | 24 gennaio 1961 (29 anni)   | 32    | Stoccarda             |
| 7  | A    | Pierre Littbarski | 16 aprile 1960 (30 anni)    | 67    | Colonia               |
| 8  | C    | Thomas Häßler     | 30 maggio 1966 (24 anni)    | 12    | Colonia               |
| 9  | A    | Rudi Völler       | 13 aprile 1960 (30 anni)    | 63    | Roma                  |
| 10 | C    | Lothar Matthäus   | 21 marzo 1961 (29 anni)     | 74    | Inter                 |
| 11 | A    | Frank Mill        | 23 luglio 1958 (31 anni)    | 17    | Borussia Dortmund     |
| 12 | P    | Raimond Aumann    | 12 ottobre 1963 (26 anni)   | 3     | Bayern Monaco         |
| 13 | A    | Karl-Heinz Riedle | 16 settembre 1965 (24 anni) | 6     | Werder Brema          |
| 14 | D    | Thomas Berthold   | 12 novembre 1964 (25 anni)  | 35    | Roma                  |
| 15 | C    | Uwe Bein          | 26 settembre 1960 (29 anni) | 6     | Eintracht Francoforte |
| 16 | D    | Paul Steiner      | 23 gennaio 1957 (33 anni)   | 1     | Colonia               |
| 17 | C    | Andreas Möller    | 2 settembre 1967 (22 anni)  | 10    | Borussia Dortmund     |
| 18 | A    | Jürgen Klinsmann  | 30 luglio 1964 (25 anni)    | 18    | Inter                 |
| 19 | C    | Hans Pflügler     | 27 marzo 1960 (30 anni)     | 10    | Bayern Monaco         |
| 20 | C    | Olaf Thon         | 1º maggio 1966 (24 anni)    | 33    | Bayern Monaco         |
| 21 | C    | Günter Hermann    | 5 dicembre 1960 (29 anni)   | 2     | Werder Brema          |
| 22 | P    | Andreas Köpke     | 12 marzo 1962 (28 anni)     | 1     | Norimberga            |

### Jugoslavia
Commissario tecnico: Ivica Osim
| N. | Pos. | Giocatore           | Data nascita (età)          | Pres. | Squadra             |
| -- | ---- | ------------------- | --------------------------- | ----- | ------------------- |
| 1  | P    | Tomislav Ivković    | 11 agosto 1960 (29 anni)    | 26    | Sporting Lisbona    |
| 2  | D    | Vujadin Stanojković | 10 settembre 1963 (26 anni) | 16    | Partizan            |
| 3  | D    | Predrag Spasić      | 29 settembre 1965 (24 anni) | 18    | Partizan            |
| 4  | D    | Zoran Vulić         | 4 ottobre 1961 (28 anni)    | 15    | RCD Mallorca        |
| 5  | D    | Faruk Hadžibegić    | 7 ottobre 1957 (32 anni)    | 45    | Sochaux             |
| 6  | D    | Davor Jozić         | 22 settembre 1960 (29 anni) | 17    | Cesena              |
| 7  | C    | Dragoljub Brnović   | 2 novembre 1963 (26 anni)   | 20    | Metz                |
| 8  | C    | Safet Sušić         | 13 aprile 1955 (35 anni)    | 47    | Paris Saint-Germain |
| 9  | A    | Darko Pančev        | 7 settembre 1965 (24 anni)  | 14    | Stella Rossa        |
| 10 | C    | Dragan Stojković    | 3 marzo 1965 (25 anni)      | 33    | Stella Rossa        |
| 11 | A    | Zlatko Vujović      | 26 agosto 1958 (31 anni)    | 63    | Paris Saint-Germain |
| 12 | P    | Fahrudin Omerović   | 26 agosto 1961 (28 anni)    | 0     | Partizan            |
| 13 | C    | Srečko Katanec      | 16 luglio 1963 (26 anni)    | 26    | Sampdoria           |
| 14 | A    | Alen Bokšić         | 21 gennaio 1970 (20 anni)   | 0     | Hajduk Spalato      |
| 15 | C    | Robert Prosinečki   | 12 gennaio 1969 (21 anni)   | 7     | Stella Rossa        |
| 16 | C    | Refik Šabanadžović  | 2 agosto 1965 (24 anni)     | 4     | Stella Rossa        |
| 17 | D    | Robert Jarni        | 26 ottobre 1968 (21 anni)   | 1     | Hajduk Spalato      |
| 18 | C    | Mirsad Baljić       | 4 marzo 1962 (28 anni)      | 28    | Sion                |
| 19 | A    | Dejan Savićević     | 15 settembre 1966 (23 anni) | 13    | Stella Rossa        |
| 20 | A    | Davor Šuker         | 1º gennaio 1968 (22 anni)   | 0     | Dinamo Zagabria     |
| 21 | D    | Andrej Panadić      | 9 marzo 1969 (21 anni)      | 3     | Dinamo Zagabria     |
| 22 | P    | Dragoje Leković     | 21 novembre 1967 (22 anni)  | 3     | Budućnost Titograd  |

## Gruppo E

### Belgio
Commissario tecnico: Guy Thys
| N. | Pos. | Giocatore             | Data nascita (età)         | Pres. | Squadra        |
| -- | ---- | --------------------- | -------------------------- | ----- | -------------- |
| 1  | P    | Michel Preud'homme    | 24 gennaio 1959 (31 anni)  | 23    | Mechelen       |
| 2  | D    | Eric Gerets           | 18 maggio 1954 (36 anni)   | 80    | PSV            |
| 3  | D    | Philippe Albert       | 10 agosto 1967 (22 anni)   | 7     | Mechelen       |
| 4  | D    | Lei Clijsters         | 6 novembre 1956 (33 anni)  | 36    | Mechelen       |
| 5  | C    | Bruno Versavel        | 27 agosto 1967 (22 anni)   | 14    | Mechelen       |
| 6  | D    | Marc Emmers           | 25 febbraio 1966 (24 anni) | 16    | Mechelen       |
| 7  | D    | Stéphane Demol        | 11 marzo 1966 (24 anni)    | 29    | Porto          |
| 8  | C    | Franky Van Der Elst   | 30 aprile 1961 (29 anni)   | 37    | Club Bruges    |
| 9  | A    | Marc Degryse          | 4 settembre 1965 (24 anni) | 24    | Anderlecht     |
| 10 | C    | Enzo Scifo            | 19 febbraio 1966 (24 anni) | 39    | Auxerre        |
| 11 | A    | Jan Ceulemans         | 28 febbraio 1957 (33 anni) | 88    | Club Bruges    |
| 12 | P    | Gilbert Bodart        | 2 settembre 1962 (27 anni) | 5     | Standard Liegi |
| 13 | D    | Georges Grün          | 25 gennaio 1962 (28 anni)  | 47    | Anderlecht     |
| 14 | A    | Nico Claesen          | 7 ottobre 1962 (27 anni)   | 35    | Anversa        |
| 15 | C    | Jean-François De Sart | 18 dicembre 1961 (28 anni) | 2     | Anderlecht     |
| 16 | D    | Michel De Wolf        | 19 gennaio 1958 (32 anni)  | 27    | Kortrijk       |
| 17 | D    | Pascal Plovie         | 7 maggio 1965 (25 anni)    | 2     | Club Bruges    |
| 18 | C    | Lorenzo Staelens      | 30 aprile 1964 (26 anni)   | 1     | Club Bruges    |
| 19 | A    | Marc Van Der Linden   | 4 febbraio 1964 (26 anni)  | 17    | Anderlecht     |
| 20 | P    | Filip De Wilde        | 5 luglio 1964 (25 anni)    | 2     | Anderlecht     |
| 21 | A    | Marc Wilmots          | 22 febbraio 1969 (21 anni) | 2     | Mechelen       |
| 22 | C    | Patrick Vervoort      | 17 gennaio 1965 (25 anni)  | 27    | Anderlecht     |

### Corea del Sud
Commissario tecnico: Lee Hoi-Taek
| N. | Pos. | Giocatore       | Data nascita (età)         | Pres. | Squadra                |
| -- | ---- | --------------- | -------------------------- | ----- | ---------------------- |
| 1  | P    | Kim Pung-Ju     | 1º ottobre 1961 (28 anni)  | 3     | Daewoo Royals          |
| 2  | D    | Park Kyung-Hoon | 19 gennaio 1961 (29 anni)  | 11    | POSCO Atoms            |
| 3  | D    | Choi Kang-Hee   | 12 aprile 1959 (31 anni)   | 6     | Hyundai Horangi        |
| 4  | D    | Yoon Deuk-Yeo   | 25 marzo 1961 (29 anni)    | 0     | Hyundai Horangi        |
| 5  | D    | Chung Yong-Hwan | 10 febbraio 1960 (30 anni) | 12    | Daewoo Royals          |
| 6  | C    | Lee Tae-Ho      | 29 gennaio 1961 (29 anni)  | 6     | Daewoo Royals          |
| 7  | D    | Noh Soo-Jin     | 10 febbraio 1962 (28 anni) | 4     | Yukong Kokkiri         |
| 8  | C    | Chung Hae-Won   | 1º luglio 1959 (30 anni)   | 6     | Daewoo Royals          |
| 9  | A    | Hwang Bo-Kwan   | 1º marzo 1965 (25 anni)    | 1     | Yukong Kokkiri         |
| 10 | C    | Lee Sang-Yoon   | 10 aprile 1969 (21 anni)   | 0     | Ilhwa Chunma           |
| 11 | A    | Byun Byung-Joo  | 26 aprile 1961 (29 anni)   | 11    | Hyundai Horangi        |
| 12 | C    | Lee Heung-Sil   | 10 luglio 1961 (28 anni)   | 0     | POSCO Atoms            |
| 13 | D    | Chung Jong-Soo  | 27 marzo 1961 (29 anni)    | 1     | Yukong Kokkiri         |
| 14 | C    | Choi Soon-Ho    | 10 gennaio 1961 (29 anni)  | 76    | Lucky-Goldstar Hwangso |
| 15 | D    | Cho Min-Kook    | 5 luglio 1963 (26 anni)    | 10    | Lucky-Goldstar Hwangso |
| 16 | C    | Kim Joo-Sung    | 17 gennaio 1966 (24 anni)  | 11    | Daewoo Royals          |
| 17 | D    | Gu Sang-Bum     | 15 giugno 1964 (25 anni)   | 9     | Lucky-Goldstar Hwangso |
| 18 | A    | Hwang Sun-hong  | 14 luglio 1968 (21 anni)   | 7     | Kunkook University     |
| 19 | P    | Jeong Gi-Dong   | 13 maggio 1961 (29 anni)   | ?     | POSCO Atoms            |
| 20 | D    | Hong Myung-Bo   | 12 febbraio 1969 (21 anni) | 4     | Korea University       |
| 21 | P    | Choi In-Young   | 5 marzo 1962 (28 anni)     | 0     | Hyundai Horangi        |
| 22 | C    | Lee Young-Jin   | 27 ottobre 1963 (26 anni)  | 0     | Lucky-Goldstar Hwangso |

### Spagna
Commissario tecnico: Luis Suárez
| N. | Pos. | Giocatore              | Data nascita (età)          | Pres. | Squadra         |
| -- | ---- | ---------------------- | --------------------------- | ----- | --------------- |
| 1  | P    | Andoni Zubizarreta     | 23 ottobre 1961 (28 anni)   | 49    | Barcellona      |
| 2  | D    | Chendo                 | 12 ottobre 1961 (28 anni)   | 22    | Real Madrid     |
| 3  | D    | Manuel Jiménez         | 21 gennaio 1964 (26 anni)   | 13    | Siviglia        |
| 4  | D    | Genar Andrinúa         | 9 maggio 1964 (26 anni)     | 24    | Athletic Bilbao |
| 5  | D    | Manuel Sanchís         | 23 maggio 1965 (25 anni)    | 30    | Real Madrid     |
| 6  | C    | Rafael Martín Vázquez  | 25 settembre 1965 (24 anni) | 22    | Real Madrid     |
| 7  | A    | Miguel Pardeza         | 8 febbraio 1965 (25 anni)   | 4     | Real Zaragoza   |
| 8  | D    | Quique                 | 2 febbraio 1965 (25 anni)   | 11    | Valencia        |
| 9  | A    | Emilio Butragueño      | 22 luglio 1963 (26 anni)    | 49    | Real Madrid     |
| 10 | C    | Fernando               | 11 settembre 1965 (24 anni) | 2     | Valencia        |
| 11 | C    | Francisco Villarroya   | 6 agosto 1966 (23 anni)     | 7     | Real Zaragoza   |
| 12 | D    | Rafael Alkorta         | 16 settembre 1968 (21 anni) | 1     | Athletic Bilbao |
| 13 | P    | Juan Carlos Ablanedo   | 2 settembre 1963 (26 anni)  | 2     | Sporting Gijón  |
| 14 | D    | Alberto Górriz         | 16 febbraio 1958 (32 anni)  | 8     | Real Sociedad   |
| 15 | C    | Robert                 | 5 luglio 1962 (27 anni)     | 22    | Barcellona      |
| 16 | C    | José Mari Bakero       | 11 febbraio 1963 (27 anni)  | 11    | Barcellona      |
| 17 | D    | Fernando Hierro        | 23 marzo 1968 (22 anni)     | 2     | Real Madrid     |
| 18 | C    | Rafael Paz             | 2 agosto 1965 (24 anni)     | 3     | Siviglia        |
| 19 | A    | Julio Salinas          | 11 settembre 1962 (27 anni) | 26    | Barcellona      |
| 20 | A    | Manolo                 | 17 gennaio 1965 (25 anni)   | 13    | Atlético Madrid |
| 21 | C    | Míchel                 | 23 marzo 1963 (27 anni)     | 44    | Real Madrid     |
| 22 | P    | José Manuel Ochotorena | 16 gennaio 1961 (29 anni)   | 1     | Valencia        |

### Uruguay
Commissario tecnico: Óscar Tabárez
| N. | Pos. | Giocatore                | Data nascita (età)          | Pres. | Squadra             |
| -- | ---- | ------------------------ | --------------------------- | ----- | ------------------- |
| 1  | P    | Fernando Alvez           | 4 settembre 1959 (30 anni)  | 15    | Peñarol             |
| 2  | D    | Nelson Gutiérrez         | 13 aprile 1962 (28 anni)    | 53    | Verona              |
| 3  | D    | Hugo de León             | 27 febbraio 1958 (32 anni)  | 44    | River Plate         |
| 4  | D    | José Herrera             | 17 giugno 1965 (24 anni)    | 27    | UE Figueres         |
| 5  | C    | José Perdomo             | 6 gennaio 1965 (25 anni)    | 23    | Genoa               |
| 6  | D    | Alfonso Domínguez        | 24 settembre 1965 (24 anni) | 27    | Peñarol             |
| 7  | A    | Antonio Alzamendi        | 7 giugno 1956 (34 anni)     | 28    | Logroñes            |
| 8  | C    | Santiago Ostolaza        | 10 luglio 1962 (27 anni)    | 25    | Nacional            |
| 9  | C    | Enzo Francescoli         | 12 novembre 1961 (28 anni)  | 42    | Olympique Marsiglia |
| 10 | C    | Rubén Paz                | 8 agosto 1959 (30 anni)     | 42    | Genoa               |
| 11 | A    | Rubén Sosa               | 25 aprile 1966 (24 anni)    | 27    | Lazio               |
| 12 | P    | Eduardo Pereira Martínez | 21 marzo 1954 (36 anni)     | 10    | Independiente       |
| 13 | D    | Felipe Revelez           | 30 settembre 1959 (30 anni) | 12    | Nacional            |
| 14 | D    | José Pintos Saldanha     | 25 marzo 1964 (26 anni)     | 9     | Nacional            |
| 15 | C    | Gabriel Correa           | 13 gennaio 1968 (22 anni)   | 18    | Peñarol             |
| 16 | C    | Pablo Bengoechea         | 27 giugno 1965 (24 anni)    | 17    | Siviglia            |
| 17 | A    | Sergio Martínez          | 15 febbraio 1969 (21 anni)  | 14    | Defensor            |
| 18 | A    | Carlos Aguilera          | 21 settembre 1964 (25 anni) | 50    | Genoa               |
| 19 | A    | Daniel Fonseca           | 13 settembre 1969 (20 anni) | 4     | Nacional            |
| 20 | C    | Rubén Pereira            | 28 gennaio 1968 (22 anni)   | 18    | Danubio             |
| 21 | C    | William Castro           | 22 maggio 1962 (28 anni)    | 8     | Nacional            |
| 22 | P    | Adolfo Zeoli             | 2 maggio 1962 (28 anni)     | 14    | Danubio             |

## Gruppo F

### Egitto
Commissario tecnico: Mahmoud El-Gohary
| N. | Pos. | Giocatore        | Data nascita (età)          | Pres. | Squadra            |
| -- | ---- | ---------------- | --------------------------- | ----- | ------------------ |
| 1  | P    | Ahmed Shobair    | 28 settembre 1960 (29 anni) | 52    | Al-Ahly            |
| 2  | D    | Ibrahim Hassan   | 10 agosto 1966 (23 anni)    | 45    | Al-Ahly            |
| 3  | D    | Rabie Yassin     | 7 settembre 1960 (29 anni)  | 81    | Al-Ahly            |
| 4  | D    | Hany Ramzy       | 10 marzo 1969 (21 anni)     | 28    | Al-Ahly            |
| 5  | D    | Hesham Yakan     | 10 agosto 1962 (27 anni)    | 35    | Al-Zamalek         |
| 6  | D    | Ashraf Kasem     | 27 maggio 1966 (24 anni)    | 38    | Al-Zamalek         |
| 7  | A    | Ismail Youssef   | 28 giugno 1964 (25 anni)    | 29    | Al-Zamalek         |
| 8  | C    | Magdi Abdelghani | 27 luglio 1959 (30 anni)    | 34    | Beira-Mar          |
| 9  | A    | Hossam Hassan    | 10 agosto 1966 (23 anni)    | 49    | Al-Ahly            |
| 10 | C    | Gamal Abdelhamid | 24 novembre 1957 (32 anni)  | 76    | Al-Zamalek         |
| 11 | A    | Tarek Soliman    | 24 gennaio 1962 (28 anni)   | 6     | Al-Masry           |
| 12 | C    | Taher Abouzaid   | 10 aprile 1962 (28 anni)    | 57    | Al-Ahly            |
| 13 | D    | Ahmed Ramzy      | 25 ottobre 1965 (24 anni)   | 27    | Al-Zamalek         |
| 14 | C    | Alaa Maihoub     | 19 gennaio 1963 (27 anni)   | 8     | Al-Ahly            |
| 15 | C    | Saber Eid        | 1º maggio 1959 (31 anni)    | 2     | Al-Mahala          |
| 16 | C    | Magdy Tolba      | 24 febbraio 1964 (26 anni)  | 1     | PAOK               |
| 17 | A    | Ayman Shawky     | 9 dicembre 1962 (27 anni)   | 4     | Al-Ahly            |
| 18 | C    | Osama Oraby      | 22 gennaio 1962 (28 anni)   | 1     | Al-Ahly            |
| 19 | A    | Adel Abdelrahman | 11 dicembre 1967 (22 anni)  | 0     | Al-Ahly            |
| 20 | C    | Ahmed El-Kass    | 8 luglio 1965 (24 anni)     | 42    | Olympia Alexandria |
| 21 | P    | Ayman Taher      | 7 gennaio 1966 (24 anni)    | ?     | Al-Zamalek         |
| 22 | P    | Sabet El-Batal   | 16 settembre 1953 (36 anni) | 87    | Al-Ahly            |

### Inghilterra
Commissario tecnico: Bobby Robson
| N. | Pos. | Giocatore       | Data nascita (età)          | Pres. | Squadra             |
| -- | ---- | --------------- | --------------------------- | ----- | ------------------- |
| 1  | P    | Peter Shilton   | 18 settembre 1949 (40 anni) | 118   | Derby County        |
| 2  | D    | Gary Stevens    | 27 marzo 1963 (27 anni)     | 39    | Rangers             |
| 3  | D    | Stuart Pearce   | 24 aprile 1962 (28 anni)    | 24    | Nottingham Forest   |
| 4  | C    | Neil Webb       | 30 luglio 1962 (27 anni)    | 19    | Manchester Utd      |
| 5  | D    | Des Walker      | 26 novembre 1965 (24 anni)  | 18    | Nottingham Forest   |
| 6  | D    | Terry Butcher   | 28 dicembre 1958 (31 anni)  | 72    | Rangers             |
| 7  | C    | Bryan Robson    | 11 gennaio 1957 (33 anni)   | 85    | Manchester Utd      |
| 8  | C    | Chris Waddle    | 14 dicembre 1960 (29 anni)  | 52    | Olympique Marsiglia |
| 9  | A    | Peter Beardsley | 18 gennaio 1961 (29 anni)   | 40    | Liverpool           |
| 10 | A    | Gary Lineker    | 30 novembre 1960 (29 anni)  | 51    | Tottenham           |
| 11 | C    | John Barnes     | 7 novembre 1963 (26 anni)   | 53    | Liverpool           |
| 12 | D    | Paul Parker     | 4 aprile 1964 (26 anni)     | 5     | Queens Park Rangers |
| 13 | P    | Chris Woods     | 14 novembre 1959 (30 anni)  | 16    | Rangers             |
| 14 | D    | Mark Wright     | 1º agosto 1963 (26 anni)    | 24    | Derby County        |
| 15 | D    | Tony Dorigo     | 31 dicembre 1965 (24 anni)  | 3     | Chelsea             |
| 16 | C    | Steve McMahon   | 20 agosto 1961 (28 anni)    | 12    | Liverpool           |
| 17 | C    | David Platt     | 10 giugno 1966 (23 anni)    | 5     | Aston Villa         |
| 18 | C    | Steve Hodge     | 25 ottobre 1962 (27 anni)   | 22    | Nottingham Forest   |
| 19 | C    | Paul Gascoigne  | 27 maggio 1967 (23 anni)    | 11    | Tottenham           |
| 20 | C    | Trevor Steven   | 21 settembre 1963 (26 anni) | 26    | Rangers             |
| 21 | A    | Steve Bull      | 28 marzo 1965 (25 anni)     | 7     | Wolverhampton       |
| 22 | P    | David Seaman*   | 19 settembre 1963 (26 anni) | 3     | Queens Park Rangers |

| N. | Pos. | Giocatore    | Data nascita (età)      | Pres. | Squadra |
| -- | ---- | ------------ | ----------------------- | ----- | ------- |
| 22 | P    | Dave Beasant | 20 marzo 1959 (31 anni) | 2     | Chelsea |

*In origine fu selezionato David Seaman, che però quando arrivò in Italia si fece male ad un dito e fu rimpiazzato da Dave Beasant.

### Irlanda
Commissario tecnico:  Jack Charlton
| N. | Pos. | Giocatore                | Data nascita (età)          | Pres. | Squadra             |
| -- | ---- | ------------------------ | --------------------------- | ----- | ------------------- |
| 1  | P    | Packie Bonner            | 24 maggio 1960 (30 anni)    | 38    | Celtic              |
| 2  | D    | Christopher Barry Morris | 24 dicembre 1963 (26 anni)  | 21    | Celtic              |
| 3  | D    | Steve Staunton           | 19 gennaio 1969 (21 anni)   | 13    | Liverpool           |
| 4  | D    | Mick McCarthy            | 7 febbraio 1959 (31 anni)   | 42    | Luton Town          |
| 5  | D    | Kevin Moran              | 29 aprile 1956 (34 anni)    | 55    | Blackburn Rovers    |
| 6  | C    | Ronnie Whelan            | 25 settembre 1961 (28 anni) | 38    | Liverpool           |
| 7  | C    | Paul McGrath             | 4 dicembre 1959 (30 anni)   | 36    | Aston Villa         |
| 8  | C    | Ray Houghton             | 9 gennaio 1962 (28 anni)    | 29    | Liverpool           |
| 9  | A    | John Aldridge            | 18 settembre 1958 (31 anni) | 30    | Real Sociedad       |
| 10 | A    | Tony Cascarino           | 1º settembre 1962 (27 anni) | 21    | Aston Villa         |
| 11 | C    | Kevin Sheedy             | 21 ottobre 1959 (30 anni)   | 28    | Everton             |
| 12 | D    | David O'Leary            | 2 maggio 1958 (32 anni)     | 51    | Arsenal             |
| 13 | C    | Andy Townsend            | 23 luglio 1963 (26 anni)    | 12    | Norwich City        |
| 14 | D    | Chris Hughton            | 11 dicembre 1959 (30 anni)  | 50    | Tottenham           |
| 15 | A    | Bernie Slaven            | 13 novembre 1960 (29 anni)  | 4     | Middlesbrough       |
| 16 | C    | John Sheridan            | 1º ottobre 1964 (25 anni)   | 8     | Sheffield Wednesday |
| 17 | A    | Niall Quinn              | 6 ottobre 1966 (23 anni)    | 15    | Manchester City     |
| 18 | A    | Frank Stapleton          | 10 luglio 1956 (33 anni)    | 71    | Blackburn Rovers    |
| 19 | A    | David Thomas Kelly       | 25 novembre 1965 (24 anni)  | 6     | Leicester City      |
| 20 | D    | John Frederick Byrne     | 1º febbraio 1961 (29 anni)  | 19    | Le Havre            |
| 21 | C    | Alan McLoughlin          | 20 aprile 1967 (23 anni)    | 1     | Swindon Town        |
| 22 | P    | Gerry Peyton             | 20 maggio 1956 (34 anni)    | 28    | Bournemouth         |

### Paesi Bassi
Commissario tecnico: Leo Beenhakker
| N. | Pos. | Giocatore          | Data nascita (età)          | Pres. | Squadra    |
| -- | ---- | ------------------ | --------------------------- | ----- | ---------- |
| 1  | P    | Hans van Breukelen | 4 ottobre 1956 (33 anni)    | 52    | PSV        |
| 2  | D    | Berry van Aerle    | 8 dicembre 1962 (27 anni)   | 22    | PSV        |
| 3  | D    | Frank Rijkaard     | 30 settembre 1962 (27 anni) | 42    | Milan      |
| 4  | D    | Ronald Koeman      | 21 marzo 1963 (27 anni)     | 43    | Barcellona |
| 5  | D    | Adri van Tiggelen  | 16 giugno 1957 (32 anni)    | 40    | Anderlecht |
| 6  | C    | Jan Wouters        | 17 luglio 1960 (29 anni)    | 30    | Ajax       |
| 7  | C    | Erwin Koeman       | 20 settembre 1961 (28 anni) | 23    | Mechelen   |
| 8  | C    | Gerald Vanenburg   | 5 marzo 1964 (26 anni)      | 36    | PSV        |
| 9  | A    | Marco van Basten   | 31 ottobre 1964 (25 anni)   | 35    | Milan      |
| 10 | A    | Ruud Gullit        | 1º settembre 1962 (27 anni) | 44    | Milan      |
| 11 | C    | Richard Witschge   | 20 settembre 1969 (20 anni) | 4     | Ajax       |
| 12 | A    | Wim Kieft          | 12 novembre 1962 (27 anni)  | 27    | PSV        |
| 13 | D    | Graeme Rutjes      | 26 marzo 1960 (30 anni)     | 7     | Mechelen   |
| 14 | A    | John van 't Schip  | 30 novembre 1963 (26 anni)  | 22    | Ajax       |
| 15 | A    | Bryan Roy          | 12 febbraio 1970 (20 anni)  | 2     | Ajax       |
| 16 | P    | Joop Hiele         | 25 dicembre 1958 (31 anni)  | 6     | Feyenoord  |
| 17 | A    | Hans Gillhaus      | 5 novembre 1963 (26 anni)   | 2     | Aberdeen   |
| 18 | D    | Henk Fräser        | 7 luglio 1966 (23 anni)     | 2     | Roda JC    |
| 19 | A    | John van Loen      | 4 febbraio 1965 (25 anni)   | 6     | Roda JC    |
| 20 | C    | Aron Winter        | 1º marzo 1967 (23 anni)     | 11    | Ajax       |
| 21 | D    | Danny Blind        | 1º agosto 1961 (28 anni)    | 5     | Ajax       |
| 22 | P    | Stanley Menzo      | 15 ottobre 1963 (26 anni)   | 1     | Ajax       |